# Microtatorchis podochiloides
Microtatorchis podochiloides är en orkidéart som beskrevs av Johannes Jacobus Smith. Microtatorchis podochiloides ingår i släktet Microtatorchis och familjen orkidéer. Inga underarter finns listade i Catalogue of Life.